# Jean Nicolas Grou
Ne doit pas être confondu avec Nicolas Groult d'Arcy.
Jean Nicolas Grou est un jésuite, traducteur et écrivain ascétique français, né à Calais en novembre 1731, mort à Lulworth Castle Angleterre le 13 décembre 1803. Il s'installe aux Provinces-Unies après la suppression de la Compagnie de Jésus en France, défend cette compagnie dans divers écrits, revient à Paris en 1776, et en est éloigné de nouveau par la Révolution.

## Biographie
Grou entre dans la Compagnie de Jésus en 1746 ; il enseigne les humanités au collège de La Flèche de 1751 à 1755. En 1763, lors de l'expulsion des jésuites de France, il s'installe en Lorraine, à Nancy, puis à l'université jésuite de Pont-à-Mousson où il enseigne le grec jusqu'en 1768, date à laquelle, la Lorraine étant devenue Française, l'université est transférée à Nancy.
Il est le confesseur, le directeur de conscience et un des correspondants de la comtesse d'Adhémar.
Lors de la Révolution française, il s'installe en Angleterre où il est accueilli par la famille Thomas Weld au château de Lulworth dans le Dorset ; il y réside jusqu'à sa mort. Il publie plusieurs traités de spiritualité et laisse un certain nombre de manuscrits qui seront publiés après sa mort : Le chrétien sanctifié par l'Oraison dominicale en 1832 ; Manuel des Âmes intérieures en 1883.

## Œuvres
On a de lui : les Lois et la République, les Dialogues de Platon (1763-1770, 6 vol. in-12), traduction estimable, regardée comme la meilleure avant celle de M. Cousin ; la Science pratique du Crucifix (1789, in-12), et Méditations en forme de retraite (1796, in-12), ouvrages de piété qui ont eu de nombreuses éditions.